# Busworld

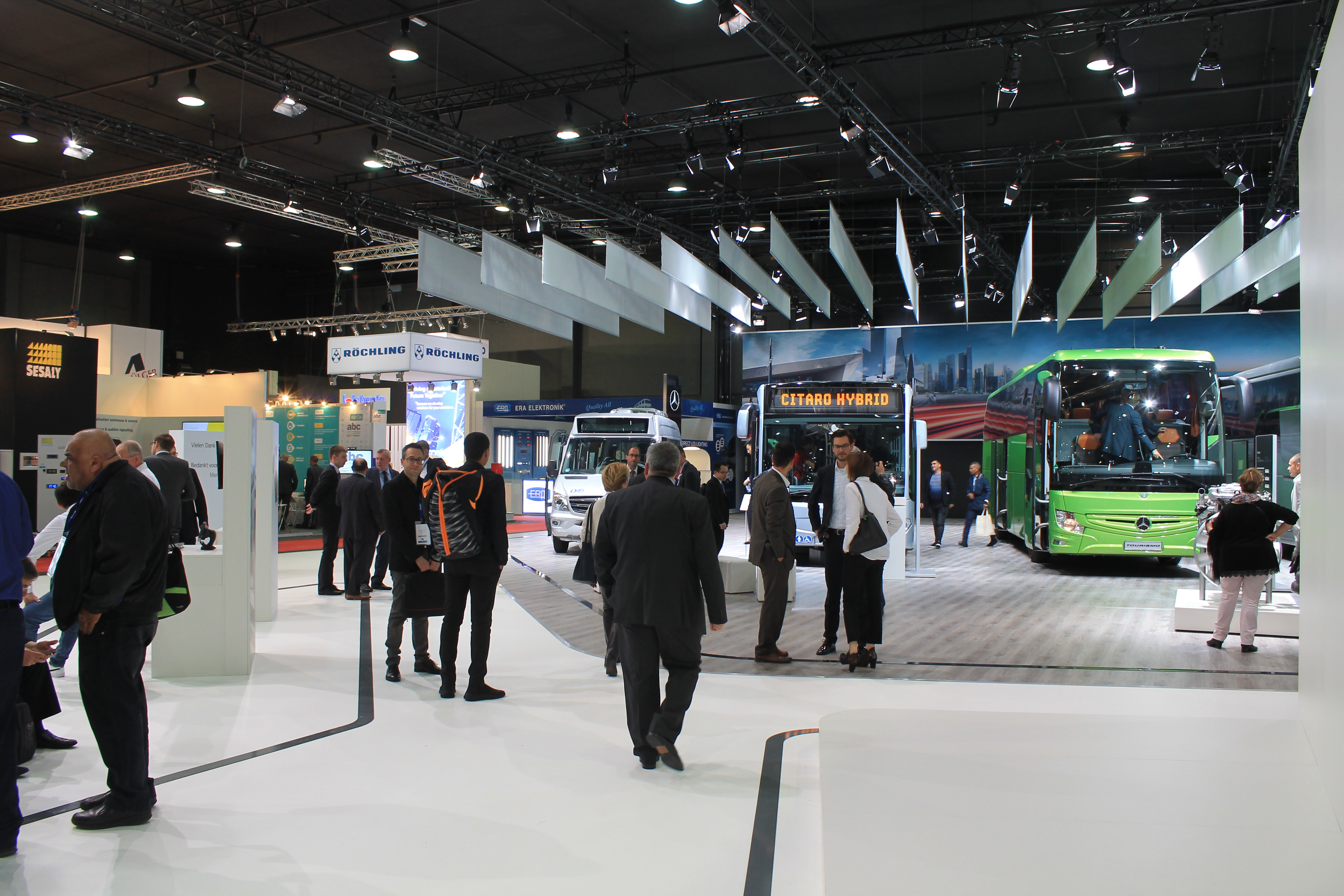
Expositiehouders op Busworld Kortrijk in 2017

Busworld is een internationale professionele beurs die tweejaarlijks op verschillende plaatsen over heel de wereld wordt gehouden. Tijdens deze beurs tonen bus- en autocarfabrikanten hun nieuwe of vernieuwde modellen en tonen ook hun toeleveranciers hun nieuwste ontwikkelen. De beurs wordt georganiseerd door de Vlaamse beroepsfederatie B.A.A.V. (Beroepsvereniging van Autocar- en Autobusondernemers van (West-)Vlaanderen).

## Geschiedenis
In 1971 begon men in Kortrijk, België met de eerste Busworldbeurs. Hierbij wilden busfabrikanten potentiële klanten informatie bieden over hun bussen en wat hun bussen te bieden hebben voor die klanten. Bedrijven die actief zijn in het busvervoer konden naar die beurs toekomen voor informatie en om eventuele bestellingen te plaatsen. Met dit concept werd Busworld de eerste en de grootste beurs waarin men kan handelen in bussen.
Vanaf 2001 werd een internationalisering ingezet. In 2017 ging de beurs voor het laatst door in Kortrijk, voor de editie van 2019 werd een contract getekend met Brussels Expo. In  Kortrijk was er al een lange tijd een capaciteitsprobleem waardoor kandidaat-standhouders geen plaats op de beurs konden bemachtigen.

## Locaties
In de volgende plaatsen worden de beurzen gehouden:
- Busworld Europe in Brussels Expo (tot en met 2017 in Kortrijk Xpo)
- Bengaluru, India
- Beijing, China
- Medellin, Colombia
- Moskou, Rusland
- Istanboel, Turkije (2018 in Izmir)
- Jakarta, Indonesië

## Busfabrikanten
Onder andere de volgende busfabrikanten tonen hun bussen tijdens deze beurzen.
- Alexander Dennis
- BredaMenarinibus
- Ebusco
- Fast, Otokar
- Göppel
- Hess
- Irizar
- Iveco Bus
- Karsan
- MAN SE
- Mercedes-Benz/EvoBus
- Scania
- Setra/EvoBus
- Sileo
- Solaris Bus & Coach
- Solbus
- TEMSA
- Van Hool
- VDL Bus & Coach
- Vectia
- Volvo